# Saint-Jean-Poutge
Saint-Jean-Poutge település Franciaországban, Gers megyében. Lakosainak száma 310 fő (2022. január 1.). Saint-Jean-Poutge Biran, Caillavet, Jegun, Saint-Paul-de-Baïse és Vic-Fezensac községekkel határos.

## Népesség
A település népessége az elmúlt években az alábbi módon változott:
| Lakosok száma | 326  | 314  | 283  | 250  | 318  | 323  | 322  | 309  | 312  | 310  |
|               | 1968 | 1982 | 1990 | 2006 | 2013 | 2015 | 2017 | 2019 | 2020 | 2022 |